# Viștea de Sus, Brașov
Viștea de Sus este un sat în comuna Viștea din județul Brașov, Transilvania, România.

## Personalități
- Nicolae Lupu (n. 24 martie 1921, Viștea de Sus - d. 27 martie 2001, Sibiu), a fost un istoric și arheolog român,  director al Muzeului Brukenthal.
- Liviu Mănduc (n. 1909, Viștea de Sus - d. 1999) - inginer român, profesor și decan al Facultății de Mecanică din Cluj (1963 - 1964), întemeietor și prim decan al Facultății de Electrotehnică din Cluj (1964 - 1972).

## Imagini

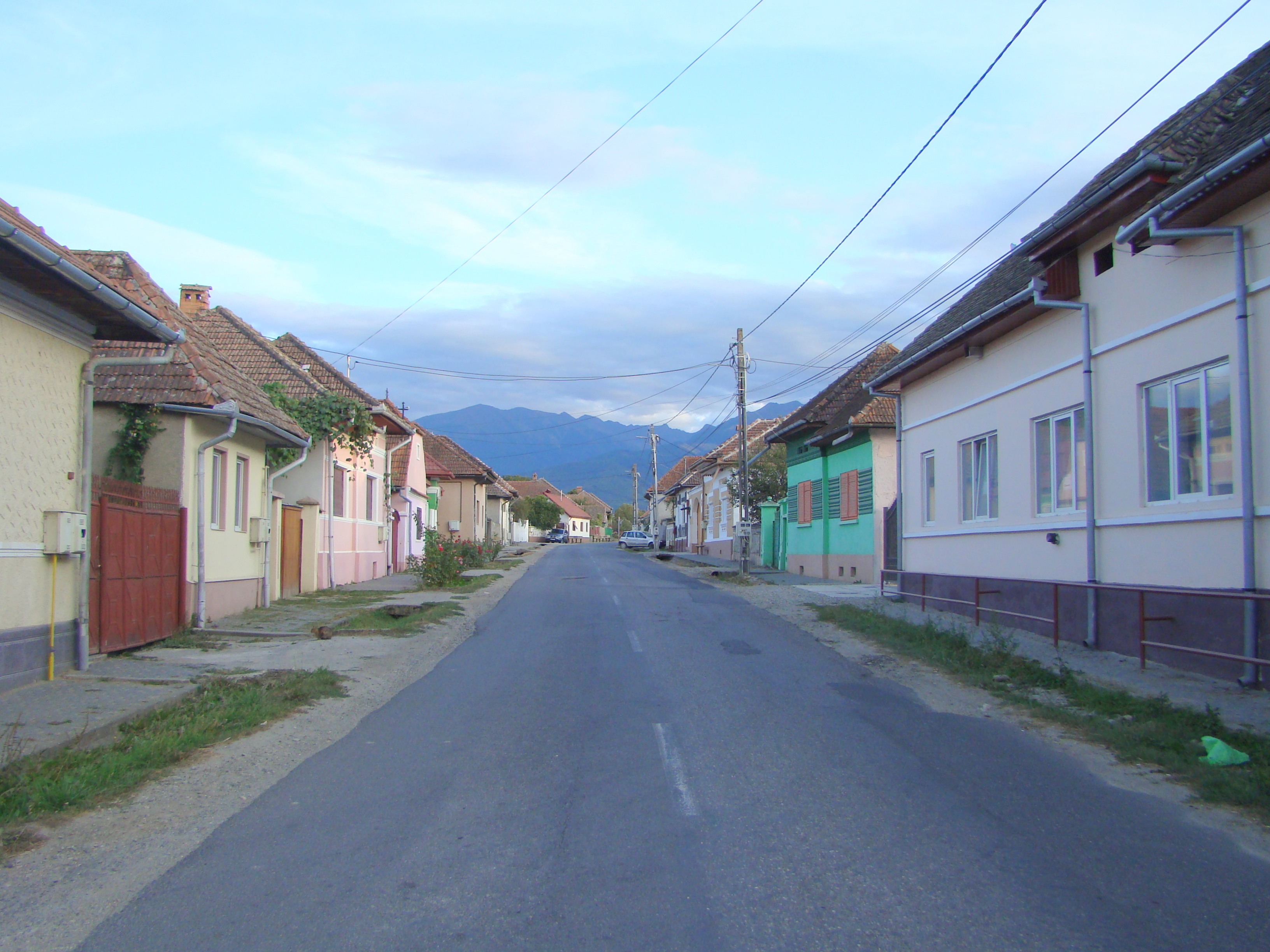
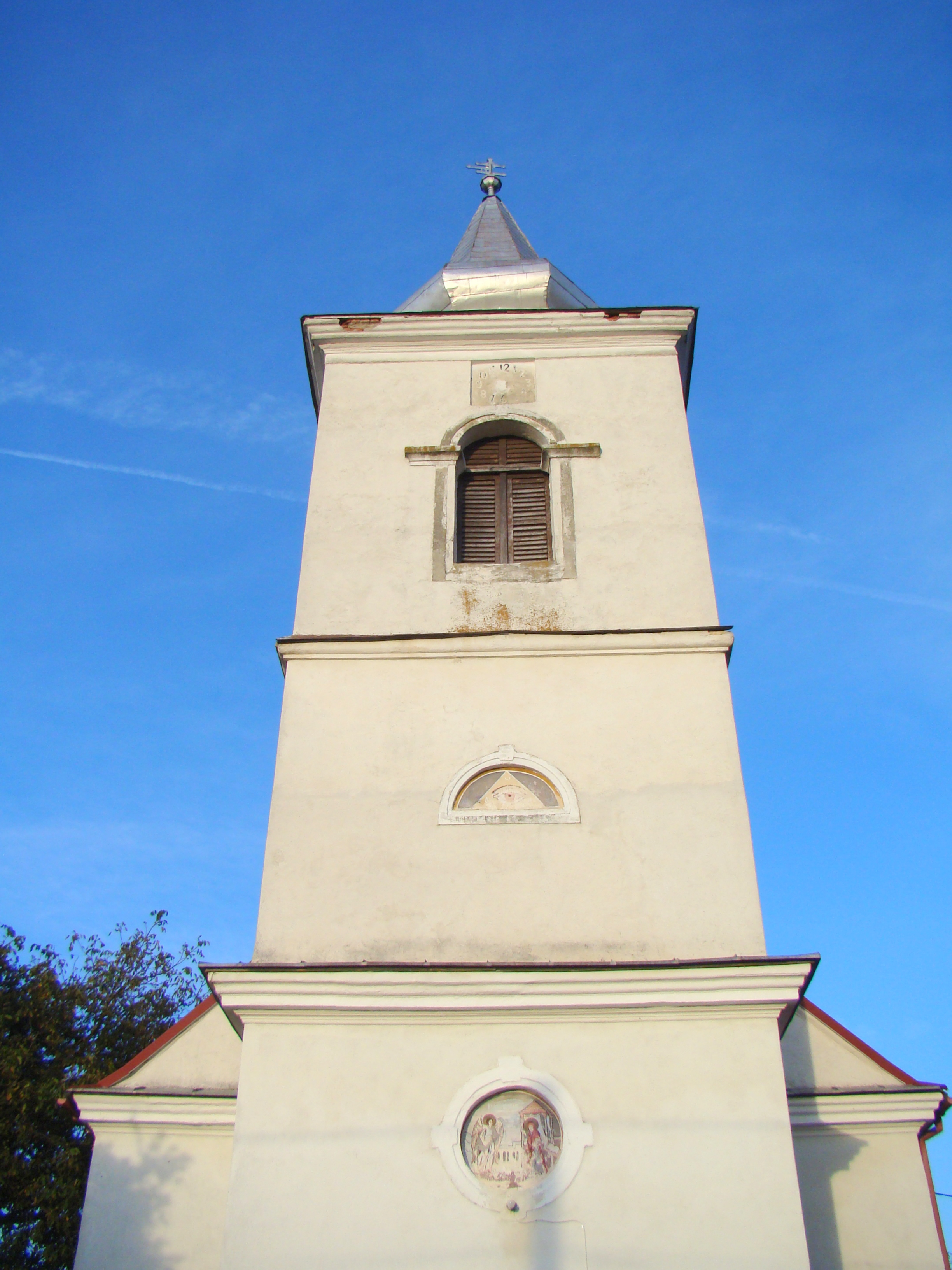
Turnul bisericii ortodoxe
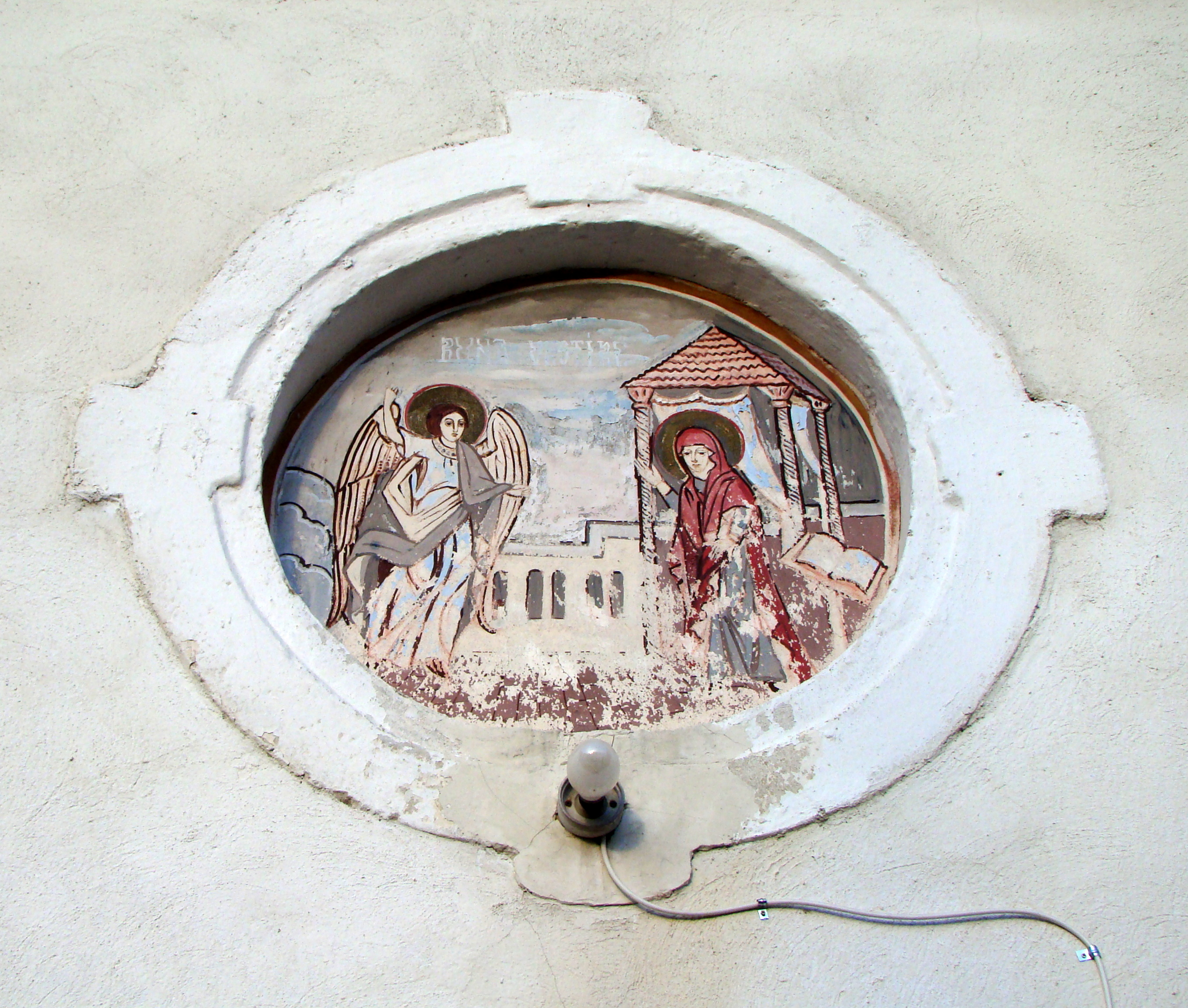
Icoana de hram: „Buna Vestire”
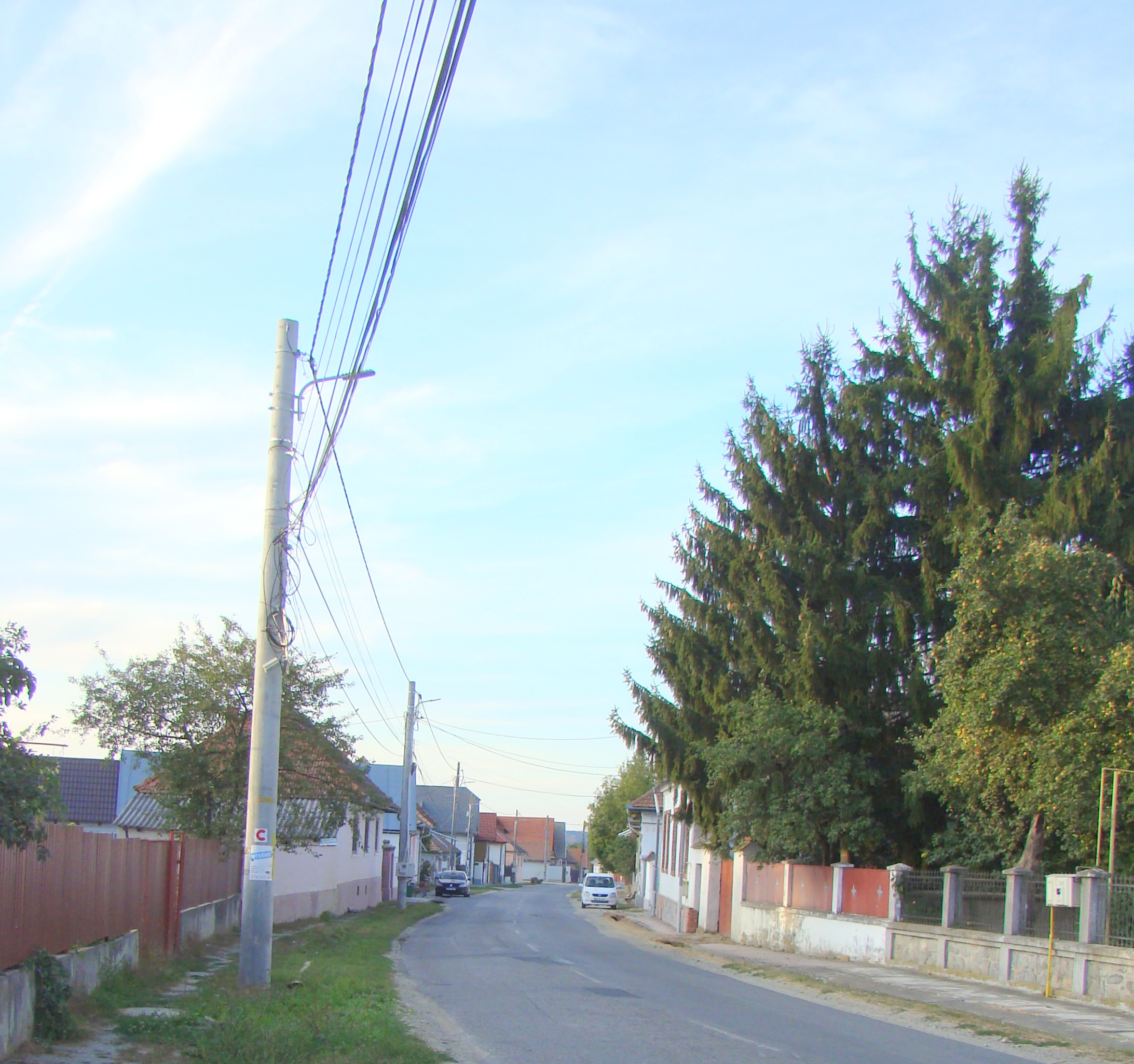